# تارتاروس
تارتاروس (به یونانی: Tartarus :به انگلیسی Τάρταρος)، در اسطوره‌های یونان، عمیق‌ترین نقطهٔ دنیای مردگان است؛ تارتاروس مانند محلی مرطوب، تاریک و وسیع  که با دیوارهایی از جنس برنز احاطه شده، توصیف می‌شد.
در روایاتی دیگر رودخانه آتش یا رودخانه فلنگتون نیر از این مکان رد می‌شود که گناه‌کاران با خوردن آن شفا می‌یابند تا در برابر عذاب بعدی مقاوم باشند.
چهار رود استوکس، آخرون، کوکوتوس و فلنگتون در تارتاروس قرار دارند.
اگرچه، بعدها در افسانه‌ها، تارتاروس محل مجازات گناهکاران شد. تارتاروس به جهنم شباهت داشت و مخالف بهشت بود.
در بعضی افسانه‌ها تارتاروس خدایی می‌باشد که تمام سیاه‌چال روی آن قرار گرفته و مکان تولد دوباره هیولاهای باستانی است. 
تارتاروس مکانی نمور است که زیر پا پوست آن، هیولاها سلول‌های آن و رودخانه‌های جهان زیرین مانند آچرون و استیکس رگ‌های آن هستند.

## اسطوره‌شناسی یونان

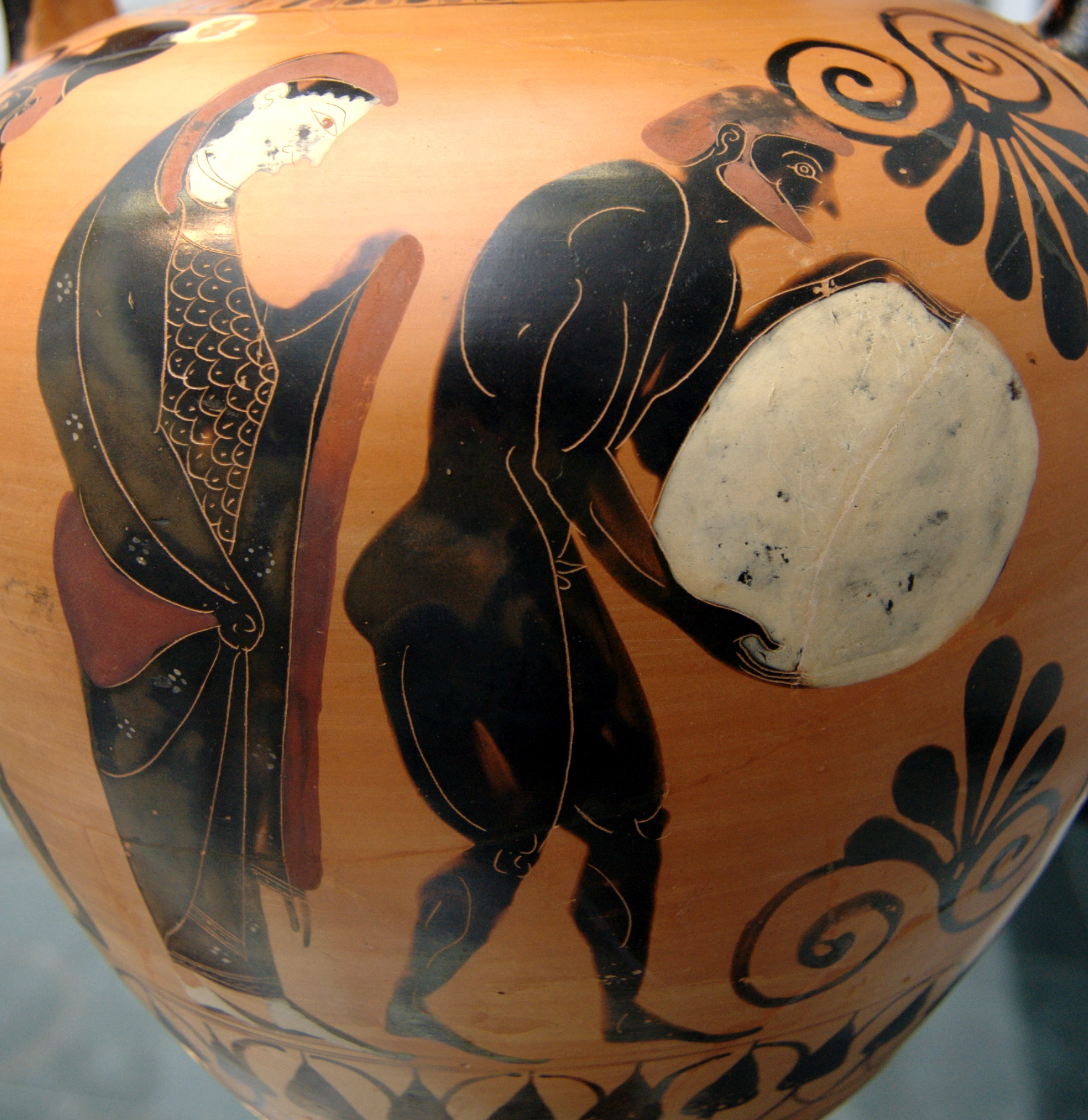
پرسفونه ناظر سیزیف در دنیای مردگان، آمفورای سیاه پیکر آتیک، حدود ۵۳۰ پیش از میلاد

در اساطیر یونان، تارتاروس هم یک ایزد و هم مکانی در دنیای مردگان است.

### به‌عنوان ایزد
در تبارنامه خدایان هزیود، شاعر یونانی (حدود اواخر قرن هشتم پیش از میلاد)، تارتاروس سومین خدایان ازلی بود، پس از خائوس و گایا (زمین)، و پیش از اروس، و همچنین پدر هیولای تایفون توسط گایا بود. به گفته یولیوس هیگینوس، تارتاروس از فرزندان آیتر و گایا بود.

### به‌عنوان مکان
هزیود آورده‌است که وقتی سندان برنزی از آسمان می‌افتد، نه روز طول می‌کشد تا به زمین برسد. و نه روز دیگر طول می‌کشد تا از زمین به تارتاروس بیفتد. در ایلیاد (حدود قرن هشتم قبل از میلاد)، زئوس می‌گوید که تارتاروس «هر اندازه که بهشت بالاتر از زمین است، به همان اندازه هادس زیر زمین است». به‌طور مشابهی، آپولودور، تارتاروس را به‌عنوان «مکانی تاریک در هادس به همان اندازه که زمین از آسمان دور است، تارتاروس از زمین دور است.» توصیف می‌کند.
در حالی که طبق اساطیر یونانی قلمرو هادس محل مردگان است، تارتاروس نیز تعدادی ساکن دارد. هنگامی که کرونوس به‌عنوان پادشاه تایتان‌ها به قدرت رسید، سیکلوپ‌های یک‌چشم و هکاتونکایرهای صددست را در تارتاروس زندانی کرد و هیولای زنی به‌نام کمپه را به‌عنوان نگهبان آن قرار داد. زئوس کمپه را کشت و این غول‌های زندانی را آزاد کرد تا در درگیری او با تایتان‌ها کمک کند. خدایان المپ در نهایت پیروز شدند. کرونوس و بسیاری از تیتان‌های دیگر به تارتاروس تبعید شدند، اگرچه پرومتئوس، اپیمته و تیتان‌های ماده مانند متیس در امان ماندند. آپولون یک نمونه بارز از خدایانی است به تارتاروس محکوم شد. زئوس او را آزاد کرد و هکاتونکایرها نگهبانان زندانیان تارتاروس شدند. بعدها، زمانی که زئوس بر هیولای تایفون غلبه کرد، او را به «تارتاروس پهناور» انداخت.

### مجازات‌شوندگان

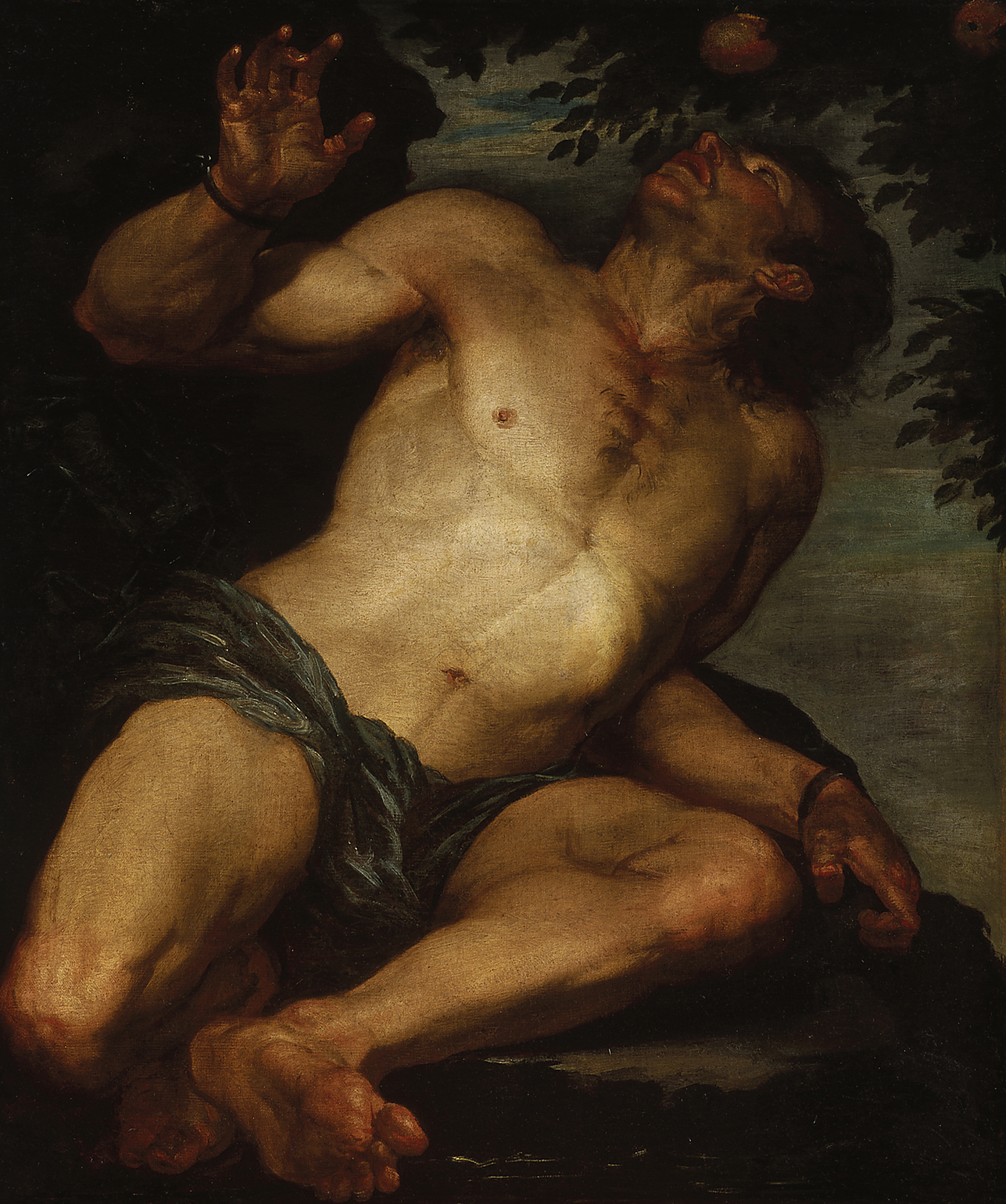
تانتالوس

- تانتالوس پادشاه لیدیایی سه نسخه متفاوت از شیطنت خود دارد که او را به تارتاروس فرستاد، ظالمانه‌ترین شیطنت او این است. تانتالوس می‌خواست ببیند آیا خدایان واقعاً همه چیز را می‌دانند یا نه و یک خورش درست کرد و پسرش پلوپس را در آن پخت تا ببیند آیا خدایان متوجه می‌شوند یا خیر. خدایان بلافاصله احساس کردند که چیزی اشتباه است به جز دمتر که هنوز از دختر گم شده اش پرسفونه ناراحت بود و مقداری از خورش را که حاوی شانه پلوپس بود، خورد. تانتالوس در تارتاروس محکوم به گرسنگی و تشنگی ابدی بود. تانتالوس را در حوض آبی که نمی‌توانست از آن بنوشد و زیر درخت میوه‌ای که هرگز نمی‌توانست یک تکه میوه از آن بچیند انداختند.[۸]
- سیزیف بنیانگذار و اولین پادشاه کورنت بود، و اگرچه اسطوره او دارای نسخه‌های مختلف است، اغلب با تضادهایی بین آنها، اما مجازات او در تارتاروس مشابه است و قطعی است. سیزیف نه یک بار بلکه دو بار با حیله‌گری شیطانی خود مرگ را فریب داد. تا سومین بار که مرد و به تارتاروس مه آلود رسید. او نفرین شده بود که به‌طور مداوم یک تخته سنگ بزرگ را به بالای تپه بغلتد و سنگ دوباره به پایین غلت بزند.[۸]
- ایکسیون مرتکب اشتباه احمقانه ای شد که سعی کرد هرا، همسر پادشاه خدایان، زئوس را اغوا کند. اگرچه او فریب خورد و به جای هرا با ابر عشق ورزی کرد (در نتیجه نژاد قنطورس را ایجاد کرد)، اما در تارتاروس نفرین شد تا به «چرخ تابنده آتش» بسته شود.[۸]
- تیتیوس غول پیکر پسر زئوس و الارا بود و پس از اینکه آرتمیس و آپولو قصد تجاوز به مادرشان لتو را داشت به درخواست هرا توسط آرتمیس کشته شد. وقتی او به تارتاروس فرود آمد، او را دراز کردند تا هر روز جگرش را دو کرکس بخورند که هر شب دوباره رشد می‌کردند تا روز بعد دوباره بلعیده شوند.[۸]
- دختران دانائوس ۵۰ دختر دانائوس بودند و با ۵۰ پسر برادر دانائوس و پادشاه اسطوره‌ای مصر به نام ایژیپتوس ازدواج کردند. دانائوس به دخترانش دستور داد تا شوهرانشان را بکشند و همه به جز یکی، هایپرمنسترا مرتکب جنایت شدند. لینسئوس، تنها پسر بازمانده در نهایت برای انتقام دانائوس را کشت و ۴۹ دانائید دیگر به انجام وظیفه بیهوده حمل کوزه‌های آب برای پر کردن یک حوض محکوم شدند، اما هر یک از کوزه‌ها سوراخ‌هایی داشتند. وقتی کوزه‌های آب را به حوض می‌رساندند، خالی می‌شدند.[۸]